# Lourdes (banda)

## Integrantes
- Lourdes Cecilia Fernández (vocalista, guitarra)
- Federico Casañas (batería)
- Florencio "Flop" Finkel (bajo y sintetizador)

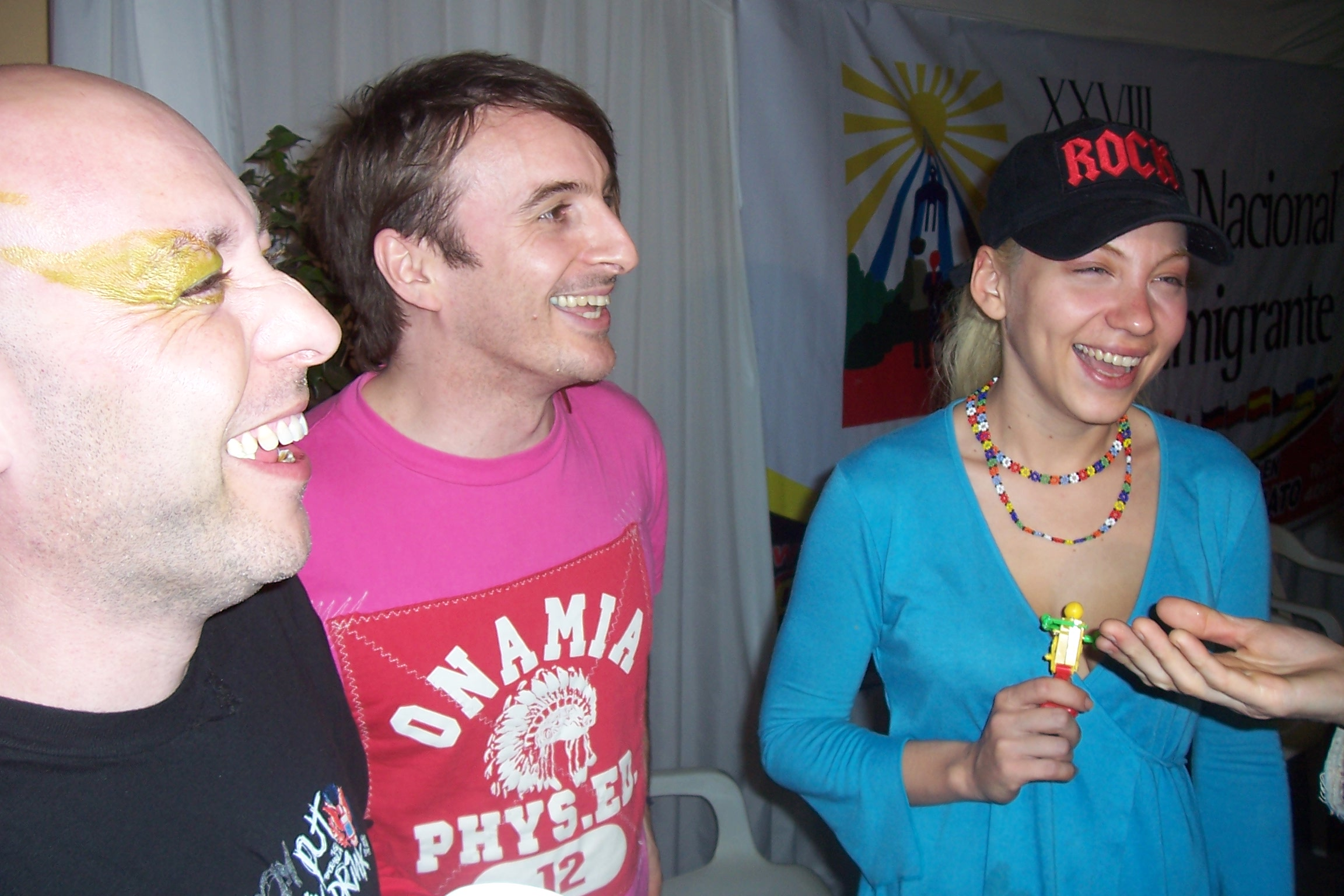
Federico Casañas y Lowrdez Fernández.

- Fernando Acedo (guitarra)

## Historia
En diciembre de 2004 salió a la venta su primer trabajo discográfico Televisivamente. Realizó una intensa promoción: Mtv, Especial Lowrdez MuchMusic, CM, ShowMatch, Mirtha Legrand, Disney Channel, Indomables, Sabor a mi, Radio Disney, Odisea, etc.
Gira Televisivamente: La City, Condado, Quinta tabucco, Hard Rock, Paseo La Plaza, Peteco's, Tren de la Costa (junto a Kudai) Sobremonte (Mar del Plata), Mendoza, Córdoba, Rosario, entre otros.
Por Televisivamente fue nominada a los Premios Gardel, Premios Clarín y Premios MTV.
El disco tuvo 3 cortes de difusión: Televisivamente, Tengo que volver y Hi hi hit (Cenizas en el mar). Todos tuvieron videoclip.
De otro mundo es el segundo trabajo discográfico y fue lanzado a la venta en mayo de 2007. También realizó una profunda difusión del disco en radios (Radio Disney, 40 principales, Radio Pop, FM Latina, Alfa FM) y en canales de TV (Mtv, MuchMusic, CM, Mirtha Legrand, Badía en Concierto, AM, Mañana Vemos, Daisy Pop, Canal A, ESPN, entre otros).
Los cortes De otro mundo y Yo te hacia bien, lograron gran difusión en las radios posicionándose en los primeros puestos de los rankings. Y sus respectivos videoclips pudieron llegar al puesto número 1 en Los 10 + pedidos de MTV.
Con su segundo disco también logró una nominación a los Premios Gardel.
Gira De Otro Mundo: Gran Rex (con Kudai), The Roxy, The Cavern, Teatro Variedades, Peteco's, Bafim, Club Lounge, Mendoza, Córdoba (Teatro Real), Rosario, Misiones (Fiesta del Inmigrante), Pilar, Mar del Plata (Ciclo Arnet), Ramos Mejía (Malaui), El Galpón de Hurlingham, entre los principales.
En 2010 inuaguró su primer bar: Cultura Urbana en Buenos Aires.
El 28 de enero de 2011 dio a conocer el primer sencillo de su nuevo álbum, la canción se llama AIRE. Febrero de 2011 hará una gira por la costa, promocionando su nuevo material.

## Discografía
- Televisivamente (2004) (EMI)
- De otro mundo (2007) (EMI)
- Aire (2011) (EMI)

## VideoClips y Posicionamientos
Basado en el conteo de los 10+ de Mtv Sur
| Año de lanzamiento | Videoclip        | Posición más alta                 |
| ------------------ | ---------------- | --------------------------------- |
| 2004               | Televisivamente  | Nº 4 (x1) (1 Mes en el ranking)   |
| 2005               | Tengo que volver | No ingresó                        |
| 2005               | Hi hi hit        | No ingresó                        |
| 2007               | De otro mundo    | Nº 1 (x3) (4 Meses en el ranking) |
| 2008               | Yo te hacia bien | Nº 1 (x4) (4 Meses en el ranking) |

## Premios y nominaciones
| Año  | Premio                      | Categoría                        | Resultado |
| ---- | --------------------------- | -------------------------------- | --------- |
| 2005 | Premios Gardel              | Mejor álbum artista femenina pop | Nominada  |
| 2005 | Premios Gardel              | Mejor álbum artista nuevo pop    | Nominada  |
| 2005 | Premios MTV                 | Mejor Artista Nuevo sur          | Nominada  |
| 2005 | Premios Clarín Espectáculos | Artista Revelación               | Nominada  |
| 2006 | Premios Latinos             | Artista Femenino                 | Nominada  |
| 2008 | Premios Gardel              | Mejor álbum artista femenina Pop | Nominada  |

## Participaciones especiales
- Showmatch - Segmento "Cantando por los chicos" con Laura Natalia Esquivel (Canal 9, 2005)
- Showmatch - Segmento "Cantamérica" (Canal 13, 2006)
- "No digas nada más" canción para la novela "Alma Pirata" (Telefé, 2006)
- Escenario Alternativo - (Canal de la Música, 2007)
- Rock Dinner (MTV Latino, 2007)